# آوارگی (فیلم ۲۰۰۷)
آوارگی (به هندی: Awarapan) فیلمی محصول سال ۲۰۰۷ و به کارگردانی موهیت سوری است. در این فیلم بازیگرانی همچون عمران هاشمی، شریا سارن، مرینالینی شارما، اشوتوش رانا، اشیش ویدیارتی، پوراب کهلی، شان اپرای ایفای نقش کرده‌اند.